# Sforzinda

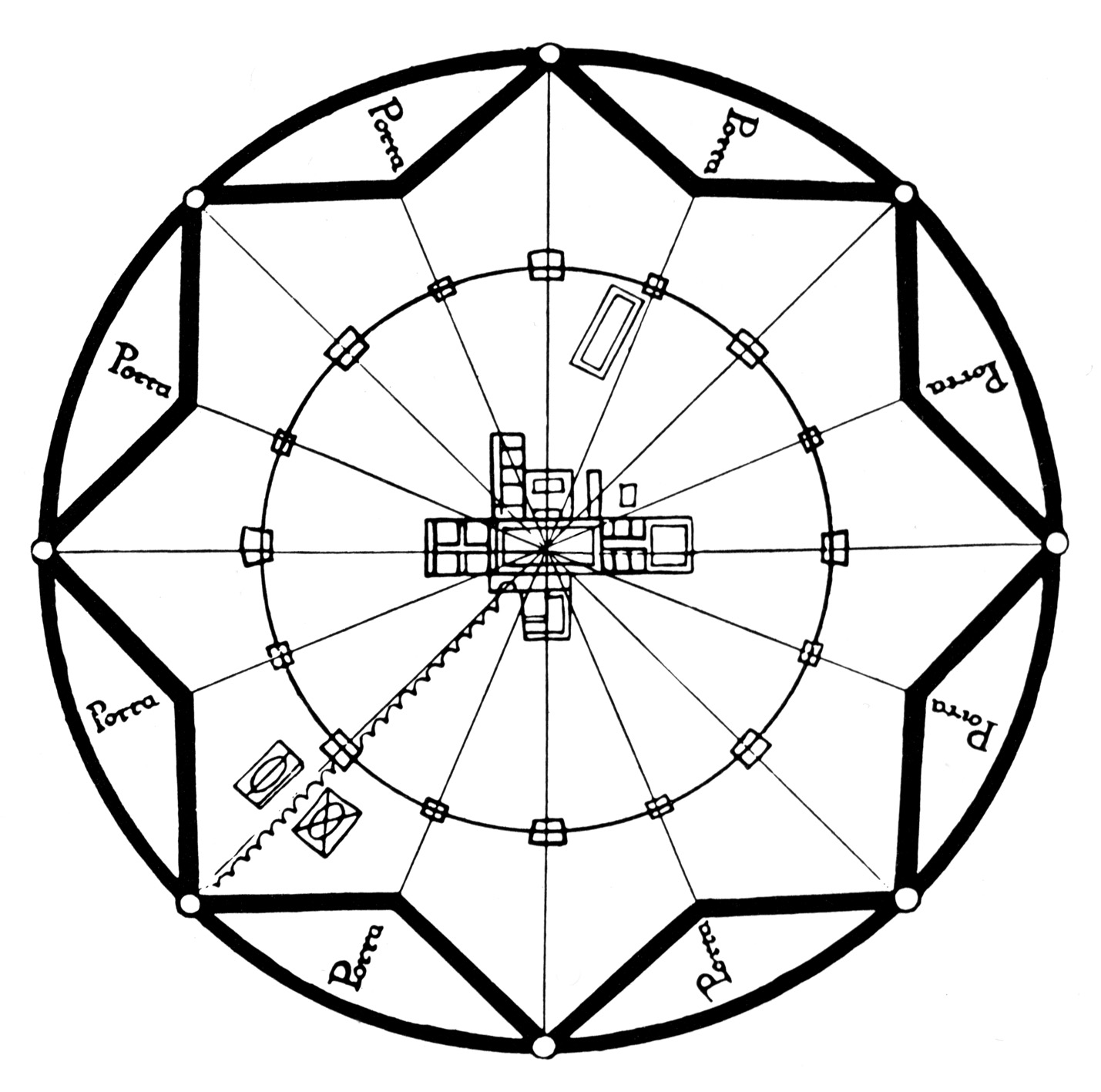
Planta de Sforzinda

Sforzinda é uma cidade ideal visionária que tem o nome de Francisco I Sforza, então duque de Milão. Foi projetada pelo arquiteto renascentista Antonio di Pietro Averlino (c. 1400 - c. 1469), também conhecido como "Averulino" ou "Filarete".
Apesar de Sforzinda nunca ter sido construída, alguns aspetos do seu projecto são descritos em detalhe e adquirem importância considerável no cômpto arquitectónico. O traçado básico da cidade é uma estrela de oito pontas, criada pela sobreposição de dois quadrados de modo a que todos os cantos fiquem equidistantes. Esta forma é depois inscrita num fosso circular perfeito. Esta forma é iconográfica e está relacionada ao provável interesse de Filarete pela magia e pela astrologia.
O projeto de Sforzinda pode ter sido em parte uma resposta direta às cidades congestionadas do período medieval, cujo crescimento orgânico normalmente não dependia de um planeamento urbano consciente, o que significava que poderiam ser difíceis de percorrer ou controlar.